# Кислый Ключ (Забайкальский край)
Кислый Ключ — посёлок железнодорожной станции в Могочинском районе Забайкальского края России. Входит в состав Городского поселения «Ксеньевское».

## География
Посёлок находится в западной части района на расстоянии примерно 29 километров (по прямой) к северо-востоку от поселка Ксеньевка.

## Климат
Климат характеризуется как резко континентальный, с морозной продолжительной зимой и коротким относительно тёплым летом. Средняя температура самого тёплого месяца (июля) составляет 14 — 18 °С (абсолютный максимум — 37 °С). Средняя температура самого холодного месяца (января) — −28 — −32 °С (абсолютный минимум — −53 °С). Годовое количество осадков — 400—600 мм.

## История
Основан в 1908 году, по другим данным в 1914 году.

## Население
| 1989 | 2002 | 2010 | 2021 |
| ---- | ---- | ---- | ---- |
| 145  | ↘75  | ↘46  | ↘27  |

Население поселка составляло в 2002 году 75 человек (95 % русские), в 2010г 46 человек.